# Papilio lowii
Papilio lowi là một loài bướm thuộc họ Bướm phượng (Papilionidae). 
Loài Papilio lowii được mô tả năm 1873 bởi Druce. Loài bướm Papilio lowii sinh sống ở .

## Hình ảnh

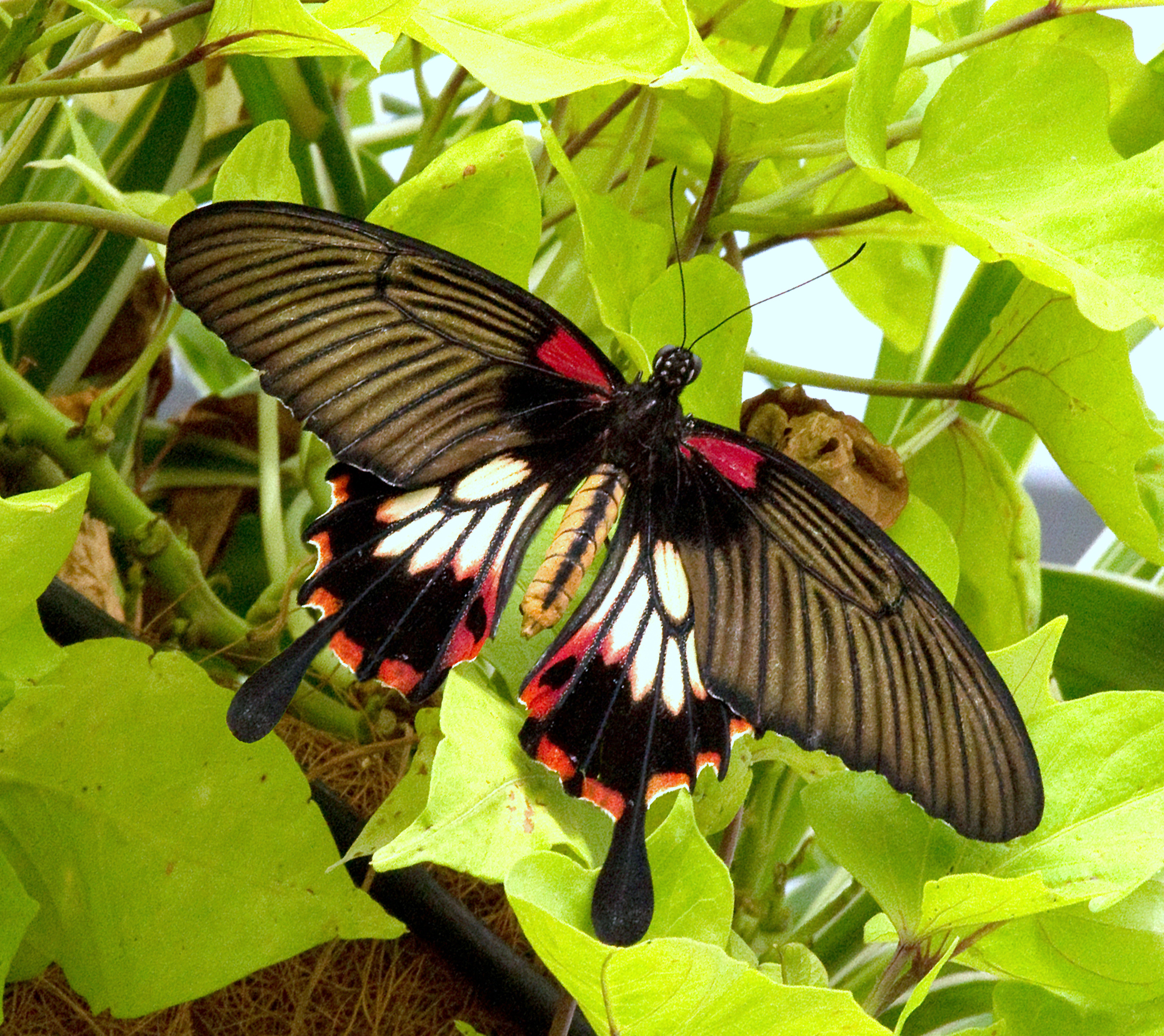
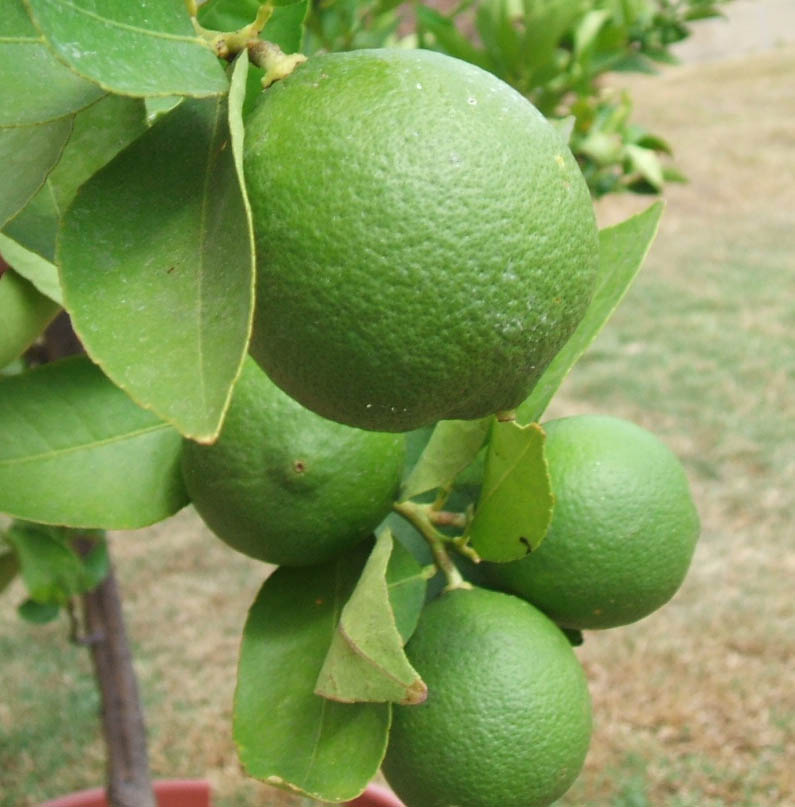